# 사플루오린화 규소
사플루오린화 규소, 실리콘 테트라플루오라이드(Silicon tetrafluoride), 테트라플루오로실리콘은 SiF4 화학식을 지니는 화합물이다. 이 무색의 기체의 액체의 범위는 좁은 편이다. 끓는점은 녹는점 보다 4 °C 위일뿐이다. 1812년 존 데이비가 처음 합성했다.

## 같이 보기
- 실레인
- 플루오린화 규소산